# Stenelmis canaliculata
Stenelmis canaliculata là một loài bọ cánh cứng trong họ Elmidae. Loài này được Gyllenhal miêu tả khoa học năm 1808.